# Leutenthal
Leutenthal är en ortsteil i staden Ilmtal-Weinstraße i Landkreis Weimarer Land i förbundslandet Thüringen i Tyskland. Leutenthal var en kommun fram till den 1 januari 2019 när den uppgick i Ilmtal-Weinstraße. Kommunen Leutenthal hade 256 invånare 2018.